# HT Tatran Prešov
HT Tatran Prešov ist ein 1952 gegründeter slowakischer Handballverein aus der Stadt Prešov.

## Teilnahme an Wettbewerben
Tatran Prešov spielt in der multinationalen SEHA-Liga und ab den Play-offs in der slowakischen Meisterschaft, der Slovenská hadzanárska extraliga, mit. Der Verein trat auch in der EHF Champions League an sowie in der EHF European League.
In Abstimmung mit dem tschechischen Handballverband spielt Tatran seit 2022 auch in der Hauptrunde der Extraliga házené, der tschechischen Liga. Bereits zuvor hatte der Verein zwei Jahre in der tschechischen Extraliga gespielt und sie jeweils gewonnen. Ebenfalls zwei Jahre lang nahm der Verein an der Nemzeti kézilabda-bajnokság, der ungarischen Liga, an, in der ein 3. Platz erreicht wurde.
In den letzten Jahren hat sich Tatran zum erfolgreichsten und stärksten Verein der Slowakei entwickelt. Im letzten Jahrzehnt stieg der Verein zum Serienmeister seines Landes auf. In der Saison 2022/23 musste sich die Mannschaft erstmals seit 2006 dem MŠK Považská Bystrica geschlagen geben.

## Titel
Tschechoslowakischer Meister
- 1969, 1971, 1993

Slowakischer Meister
- 2004, 2005, 2007, 2008, 2009, 2010, 2011, 2012, 2013, 2014, 2015, 2016, 2017, 2018, 2019, 2021, 2022, 2024, 2025

Slowakischer Pokalsieger
- 1971, 1974, 1975, 1976, 1978, 1981, 1982, 2002, 2004, 2005, 2007, 2008, 2009, 2010, 2011, 2012, 2013, 2014, 2015, 2016, 2017, 2018, 2020, 2022, 2023, 2024

SEHA-Liga
- Sieger der Hauptrunde 2013/14